# Edas Butvilas
Edas Butvilas (* 23. Juli 2004 in Klaipėda) ist ein litauischer Tennisspieler.

## Karriere
Butvilas spielte bis 2022 auf der ITF Junior Tour. Sein bestes Ergebnis bei Grand-Slam-Turnieren im Einzel erzielt er 2022 bei den Australian Open. Im Doppel war er erfolgreicher. Gleich bei seinem ersten Grand-Slam-Turnier, 2021 in Wimbledon gewann er mit seinem spanischen Partner Alejandro Manzanera Pertusa den Doppeltitel. Neben zwei weiteren Titeln bei der höchsten Turnierkategorie Grade A gewann er 2022 bei den French Open mit Mili Poljičak seinen zweiten Grand-Slam-Titel. Seine höchste Platzierung hatte er nach den Australian Open Ende Januar 2022 mit Rang 7 belegt. Nach Ričardas Berankis (Junioren-Einzeltitel 2007) war er der zweite litauische Gewinner eines Grand-Slam-Turniers.
Bei den Profis spielte Butvilas ab September 2021 erste Turniere. Im Doppel gewann er erste Punkte für die Weltrangliste. Selbiges gelang ihm 2022 auch im Einzel, im Doppel gewann er das erste Turnier auf der drittklassigen ITF Future Tour. Das erste Turnier der ATP Challenger Tour spielte er im Oktober 2022 in Vilnius. Im Einzel gewann er sein erstes Match auf dem Niveau gegen die Nummer 342 der Welt, Johan Nikles; auch im Doppel konnte er einmal gewinnen. Anfang 2023 gewann er im Einzel den ersten Future-Titel. Das Debüt für die litauische Davis-Cup-Mannschaft gab er 2022 in der Begegnung gegen Ägypten.

## Erfolge
| Legende (Anzahl der Siege) |
| Grand Slam                 |
| ATP Finals                 |
| ATP Tour Masters 1000      |
| ATP Tour 500               |
| ATP Tour 250               |
| ATP Challenger Tour (2)    |

### Einzel

#### Turniersiege
| Nr. | Datum              | Turnier     | Belag     | Finalgegner         | Ergebnis |
| --- | ------------------ | ----------- | --------- | ------------------- | -------- |
| 1.  | 29. September 2024 | Charleston  | Hartplatz | Nishesh Basavareddy | 6:4, 6:3 |
| 2.  | 9. März 2025       | Hersonissos | Hartplatz | Stuart Parker       | 6:3, 6:3 |